# Schwalmer Mühle
Die Schwalmer Mühle war eine Wassermühle mit einem unterschlächtigen Wasserrad am Oberlauf der Niers im Mönchengladbacher Stadtteil Wanlo im Regierungsbezirk Düsseldorf.

## Geographie
Die Schwalmer Mühle hatte ihren Standort auf der rechten Seite der Niers an der Straße Schweinemarkt im Mönchengladbacher Stadtteil Wanlo. Oberhalb befand sich die Wilderather Mühle, unterhalb hatte die Pletschmühle ihren Standort. Das Gelände, auf dem das Mühlengebäude stand, hat eine Höhe von ca. 69 m über NN.

## Gewässer
Die Niers (GEWKZ) 286 in ihrem alten Flussbett versorgte bis zur Flussbegradigung über Jahrhunderte zahlreiche Mühlen mit Wasser. Die Quelle der Niers ist in Kuckum, einem Ortsteil der Stadt Erkelenz. Bis zur Mündung in die Maas bei Gennep (Niederlande) hat die Niers eine Gesamtlänge von 117,668 km und ein Gesamteinzugsgebiet von 1.380,630 km2. Die Quelle liegt bei 73 m ü. NN, die Mündung bei 9 m ü. NN. Die Pflege und Unterhaltung des Gewässers obliegt dem Niersverband.

## Geschichte
Die erste urkundliche Erwähnung der Schwalmer Mühle geht auf das Jahr 1650 zurück. Die Mühle gehörte zum Rittergut Schwalmen und war um diese Zeit im Besitz von Rittermeisters de Haye. Im Laufe der Zeit wechselten die Eigentümer mehrmals. Im 17. Jahrhundert gelangte die Mühle durch Heirat an den Amtmann und Vogt des Amtes Kaster  v. Crafft. Seither heißt die Mühle mit Zweitnamen auch Vogtsmühle.
Die Schwalmer Mühle wurde von Beginn an als Ölmühle betrieben. Sie lag nur 350 m von der Wilderather Mühle entfernt. Damit der Mühlenbetrieb ungehindert durchgeführt werden konnte, war ein Mühlenteich vorgelagert. Mit der Niersbegradigung im Jahre 1870 war das Ende der Ölmühle besiegelt. 1876 wurde die Stauanlage entfernt, 1898/99 wurde der Mühlenteich mit dem Bauschutt der abgebrochenen Wanloer Kirche verfüllt.

## Galerie

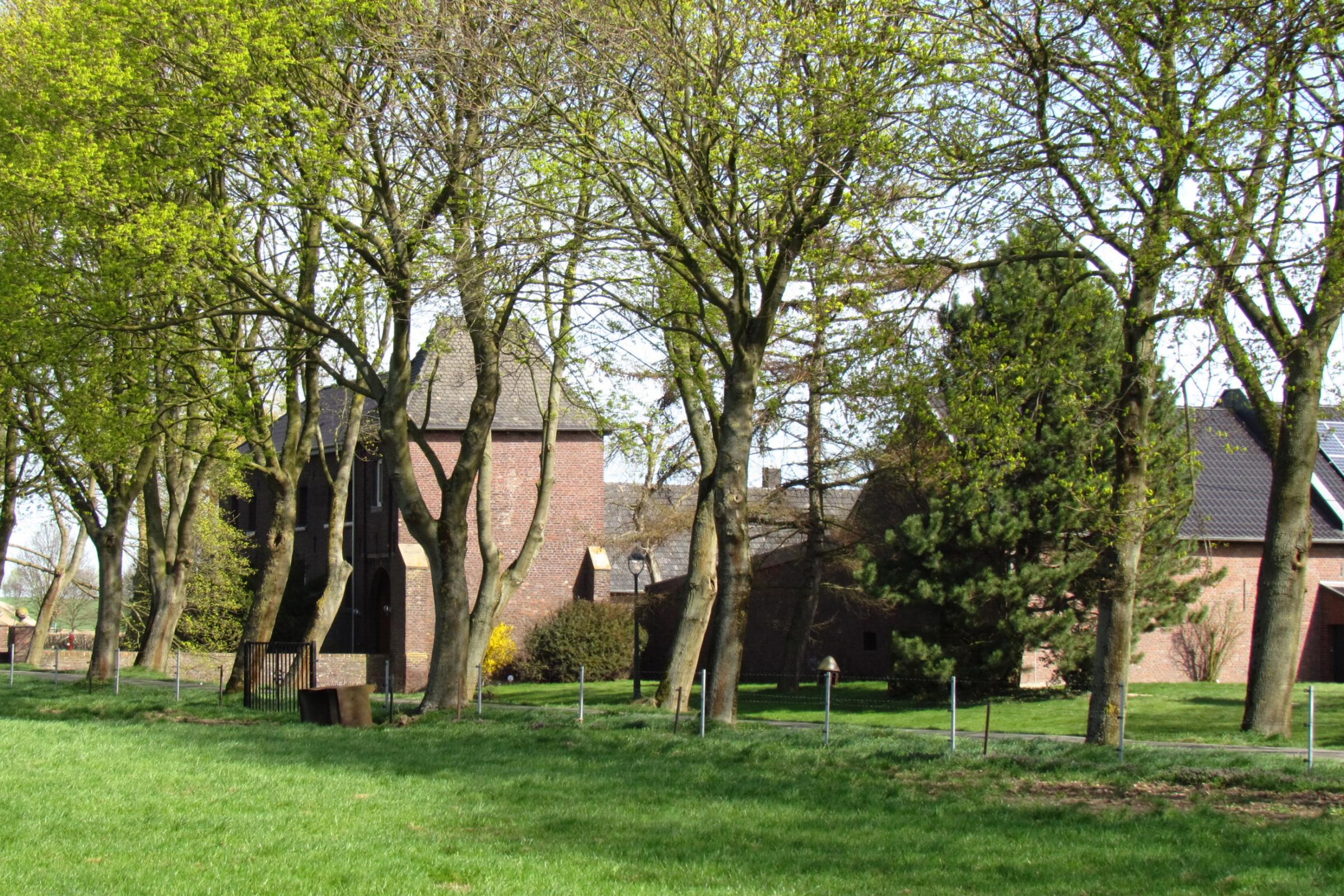
Zu dieser Hofanlage gehörte die Schwalmer Mühle
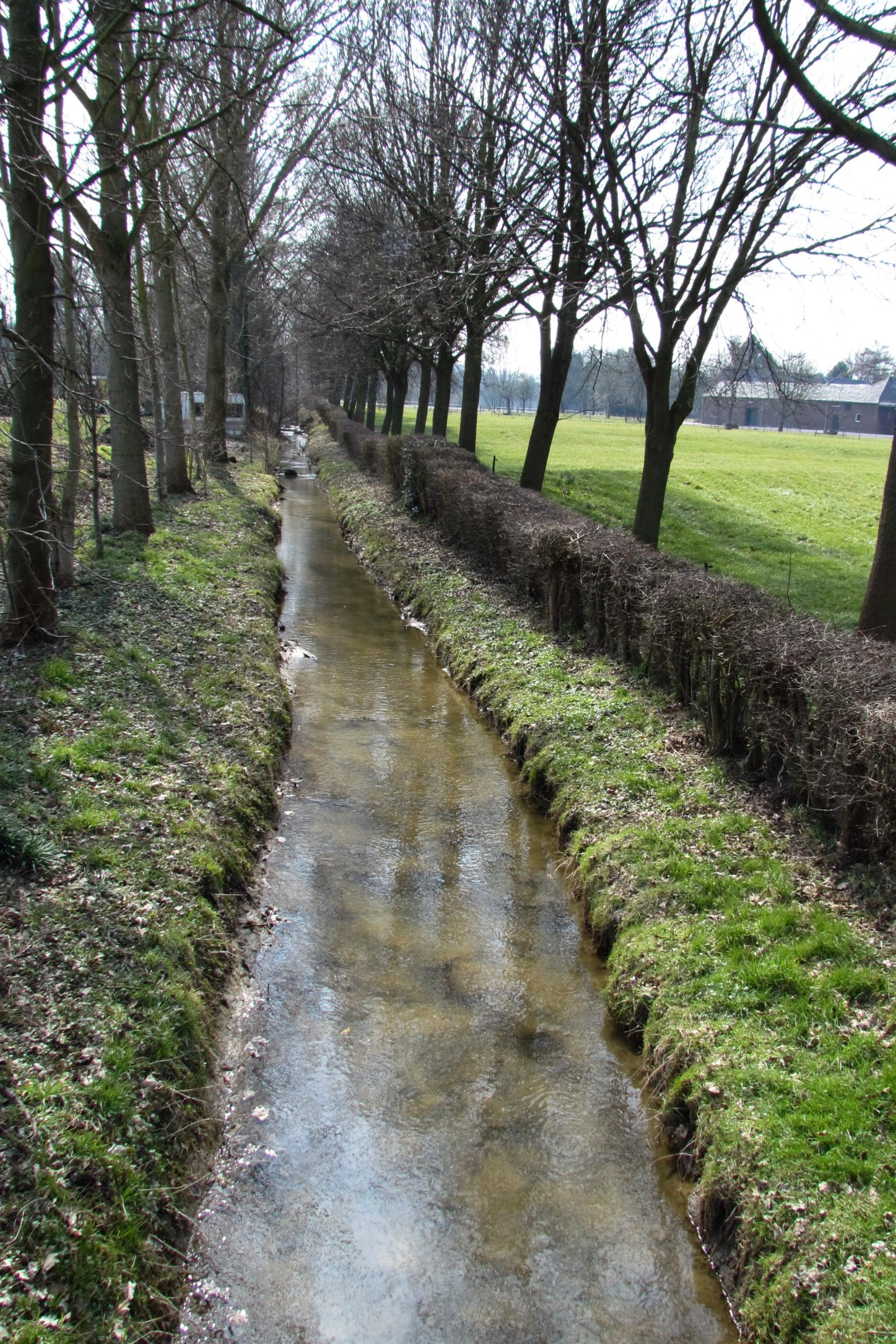
Niersverlauf im Bereich der Schwalmer Mühle
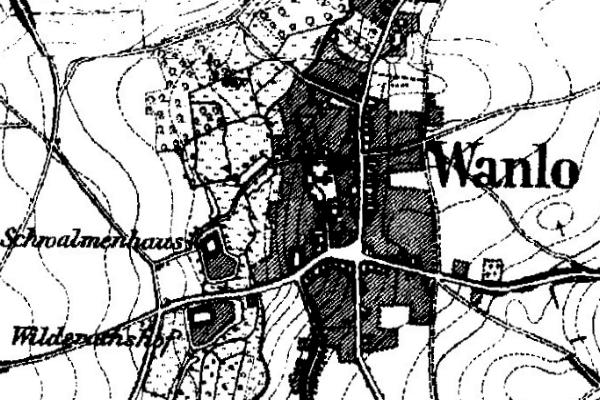
Das Schwalmenhaus auf der Karte Neuaufnahme von 1912
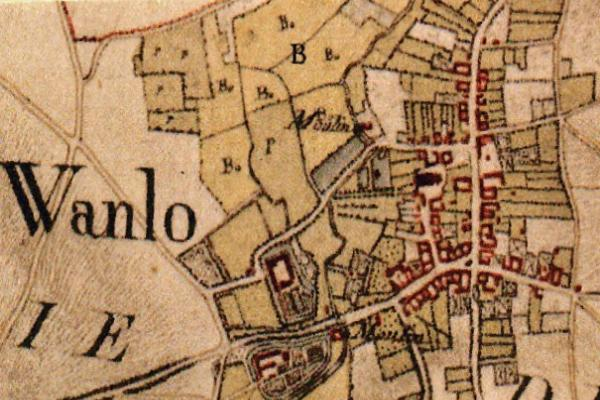
Die Schwalmer Mühle auf der Tranchotkarte 1803–1820